# Баттл, Джеффри
Джеффри Баттл (англ. Jeffrey Buttle; 1 сентября, 1982 года, Смуф Рок Фоллс, Онтарио, Канада) — канадский фигурист и хореограф, выступавший в одиночном разряде и завершивший любительскую карьеру в 2008 году. Он бронзовый призёр ХХ олимпийских игр в Турине (2006), чемпион мира (2008) и двукратный чемпион четырёх континентов (2002, 2004).

## Карьера
Джеффри Баттл начал кататься на коньках в возрасте шести лет. Кроме одиночного катания, он занимался танцами на льду со своей старшей сестрой Мэган.

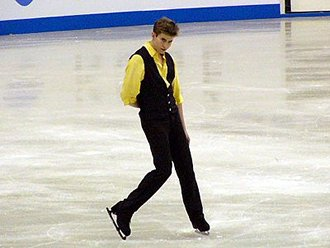
Джеффри Баттл на NHK Trophy 2003

Первым крупным успехом Джеффри была серебряная медаль на чемпионате Канады среди юниоров в 1998 году. Следующие три года, уже на взрослом уровне, были не слишком удачны — Баттл входил только в десятку национального первенства. Затем в 2002 году он завоевывает бронзу на этом турнире и едет на дебютный для себя чемпионат «Четыре континента», где одерживает первую свою победу на международном уровне.
Бронзовая медаль на чемпионате Канады в 2002 году не позволила Баттлу выступить на Олимпиаде того же года, однако он был запасным в канадской сборной. В том же году на чемпионате мира Баттл занимает достаточно высокое место, чтобы на следующий чемпионат Канада имела два представителя в мужском одиночном разряде.
|                                                             |  |
| Джеффри Баттл в 2004 году на чемпионате четырёх континентов |  |

В следующем сезоне 2002—2003 года Баттл выигрывает серебро на чемпионате Канады, а вот на международной арене не занимает призовых мест. Чемпионат мира и вовсе был провальным — Джеффри только 15-й.
К следующему сезону Баттл много работал, чтобы изменить положение вещей. В 2004 году он снова бронзовый медалист национального чемпионата. Показав блестящие результаты на этапах серии Гран-При, завоевывает путёвку в финал Ган-При, но вынужден сняться с соревнований. В чемпионате мира 2004 года Баттл участия не принял.
Следующий сезон, 2004—2005 года, сложился для Джеффри удачно. Он впервые выиграл чемпионат Канады, стал вторым на финале Гран-При и вторым на чемпионате мира.
В 2006 году Джеффри Баттл второй раз в карьере становится чемпионом Канады, повторяет свой прошлогодний результат в финале Гран-При.
Олимпийские игры в Турине Джеффри Баттл начал неудачно: он только шестой после исполнения короткой программы. Через два дня в произвольной программе Джеффри упал во время исполнения четверного прыжка, а затем коснулся льда рукой на выезде с тройного акселя. Но даже после такого неудачного начала он собрался, показал свой лучший результат и стал вторым в произвольной программе, и третьим по сумме двух программ.
Последовавший чемпионат мира 2006 года проходил в Калгари, Канада, и Джеффри не смог собраться перед домашней аудиторией — там стал только шестым.
Джеффри пропустил серию Гран-При 2006—2007 из-за травмы спины. Но на чемпионате Канады он третий раз подряд стал победителем, затем вторым на Четырёх континентах и опять только шестым в мире.
В 2008 году Джеффри уступил лидерство в канадской сборной Патрику Чану, став вторым на первенстве Канады. Не отобрался в финал Гран-При и тут удивил очень многих, выиграв чемпионат мира в Гётеборге. Эта победа вызвала массу споров, так как Баттл даже не пытался исполнить ни одного четверного прыжка, а просто чисто откатал не слишком сложную программу. В то время как его основные соперники ошибались именно в исполнении престижных четверных прыжков.
Перед началом сезона 2008/2009 Джеффри Баттл принял решение завершить любительскую карьеру.
После окончания карьеры стал хореографом, в том числе постановщик коротких программ, с которыми Юдзуру Ханю победил на Олимпийских играх в Сочи и Пхёнчхане.

## Вне спорта
Несмотря на то, что семья Баттла не франкоязычная, Джеффри закончил французскую школу. Поэтому он в совершенстве владеет и английским и французским языками.
Джеффри Баттл учится в Университете Торонто по специальности химическая технология. Будучи открытым геем, в настоящее время он играет в хоккей за команду «Хоккейной гей-ассоциации Торонто».

## Спортивные достижения
| Соревнования                                        | 97/98 | 98/99 | 99/00 | 00/01 | 01/02 | 02/03 | 03/04 | 04/05 | 05/06 | 06/07 | 07/08 |
| --------------------------------------------------- | ----- | ----- | ----- | ----- | ----- | ----- | ----- | ----- | ----- | ----- | ----- |
| Зимние Олимпийские игры                             |       |       |       |       |       |       |       |       | 3     |       |       |
| Чемпионаты мира                                     |       |       |       |       | 8     | 15    |       | 2     | 6     | 6     | 1     |
| Четыре континента                                   |       |       |       |       | 1     | 4     | 1     |       |       | 2     | 2     |
| Чемпионаты мира среди юниоров                       |       |       |       | 7     |       |       |       |       |       |       |       |
| Чемпионаты Канады                                   | 2J.   | 10    | 6     | 9     | 3     | 2     | 3     | 1     | 1     | 1     | 2     |
| Финалы Гран-При                                     |       |       |       |       |       |       | WD    | 2     | 2     |       |       |
| Этапы Гран-При: Skate Canada                        |       |       |       |       |       | 7     | 2     | 3     | 2     |       | 3     |
| Этапы Гран-при: Cup of Russia                       |       |       |       |       |       |       |       |       |       |       | 4     |
| Этапы Гран-При: Trophée Eric Bompard                |       |       |       |       |       |       |       |       | 1     |       |       |
| Этапы Гран-При: Cup of China                        |       |       |       |       |       |       |       | 1     |       |       |       |
| Этапы Гран-При: NHK Trophy                          |       |       |       |       | 2     | 5     | 1     |       |       |       |       |
| Этапы Гран-При: Bofrost Cup on Ice                  |       |       |       |       |       |       | 2     |       |       |       |       |
| Nebelhorn Trophy                                    |       |       |       | 7     | 2     |       |       |       |       |       |       |
| Мемориал Карла Шефера                               |       |       |       |       | 3     |       |       |       |       |       |       |
| * J = юниорский уровень; WD = снялся с соревнований |       |       |       |       |       |       |       |       |       |       |       |